# Grands moulins du Kouilou
Les Grands Moulins du Kouilou (GMK) est un complexe industriel agroalimentaire congolais spécialisé dans la transformation de blé. Basée à Pointe-Noire, l'entreprise produit de la farine, des pâtes alimentaires.

## Historique
Fondés dans les années 2013, les Grands Moulins du Kouilou  est une Filiale du Groupe Supermarket Congo.

## Activités
GMK est active dans les domaines suivants:
- la meunerie (production de farine boulangère, pâtissière et spéciale beignets);
- la fabrication de pâtes alimentaires (spaghetti, macaronis, coquillettes...)[1]
- [2]Les Savon de ménage

## Produits
Les principaux produits de GMK sont :
- Farine : pour boulangerie, pâtisserie et beignets;
- Savon : savon ménager artisanal;
- Pâtes alimentaires : spaghetti, coquillettes, etc.

## Installations
L’usine des Grands Moulins du Kouilou est située à Vindoulou, Pointe-Noire. Elle dispose de silos de stockage, de lignes de production modernes et d’un laboratoire de contrôle qualité,.